# Episodi di Les Mystères de l'amour (quindicesima stagione)
La quindicesima stagione della serie televisiva Les Mystères de l'amour è andata in onda in Francia dal 30 aprile 2017 all'8 ottobre 2017 sul canale Telemontecarlo.
In Italia è inedita.
| nº | Titolo originale      | Titolo italiano | Prima TV Francia  | Prima TV Italia |
| -- | --------------------- | --------------- | ----------------- | --------------- |
| 1  | Histoires de sœurs    |                 | 30 aprile 2017    |                 |
| 2  | Effet de surprise     |                 | 6 maggio 2017     |                 |
| 3  | Fatale imprudence     |                 | 7 maggio 2017     |                 |
| 4  | Sérial killeuse       |                 | 13 maggio 2017    |                 |
| 5  | Salades russes        |                 | 14 maggio 2017    |                 |
| 6  | Amours dangereux      |                 | 20 maggio 2017    |                 |
| 7  | Départ et renaissance |                 | 21 maggio 2017    |                 |
| 8  | Ranimer le passé      |                 | 27 maggio 2017    |                 |
| 9  | Mémoire incertaine    |                 | 28 maggio 2017    |                 |
| 10 | Vœux et aveux         |                 | 3 giugno 2017     |                 |
| 11 | Départs imminents     |                 | 4 giugno 2017     |                 |
| 12 | Souvenirs, souvenirs  |                 | 10 giugno 2017    |                 |
| 13 | Pièges et aveux       |                 | 11 giugno 2017    |                 |
| 14 | Cette musique en moi  |                 | 17 giugno 2017    |                 |
| 15 | Marignan              |                 | 18 giugno 2017    |                 |
| 16 | Enlèvement            |                 | 24 giugno 2017    |                 |
| 17 | Parce que c'est toi   |                 | 1 luglio 2017     |                 |
| 18 | Retours de vacances   |                 | 10 settembre 2017 |                 |
| 19 | Désespoirs amoureux   |                 | 16 settembre 2017 |                 |
| 20 | Inquiétante vision    |                 | 17 settembre 2017 |                 |
| 21 | Une fin tragique      |                 | 23 settembre 2017 |                 |
| 22 | Un ange passe         |                 | 24 settembre 2017 |                 |
| 23 | Identification        |                 | 30 settembre 2017 |                 |
| 24 | Espoirs déçus         |                 | 1 ottobre 2017    |                 |
| 25 | Aveux surprenants     |                 | 7 ottobre 2017    |                 |
| 26 | Un air de Tennessee   |                 | 8 ottobre 2017    |                 |